# Kurita Water Industries

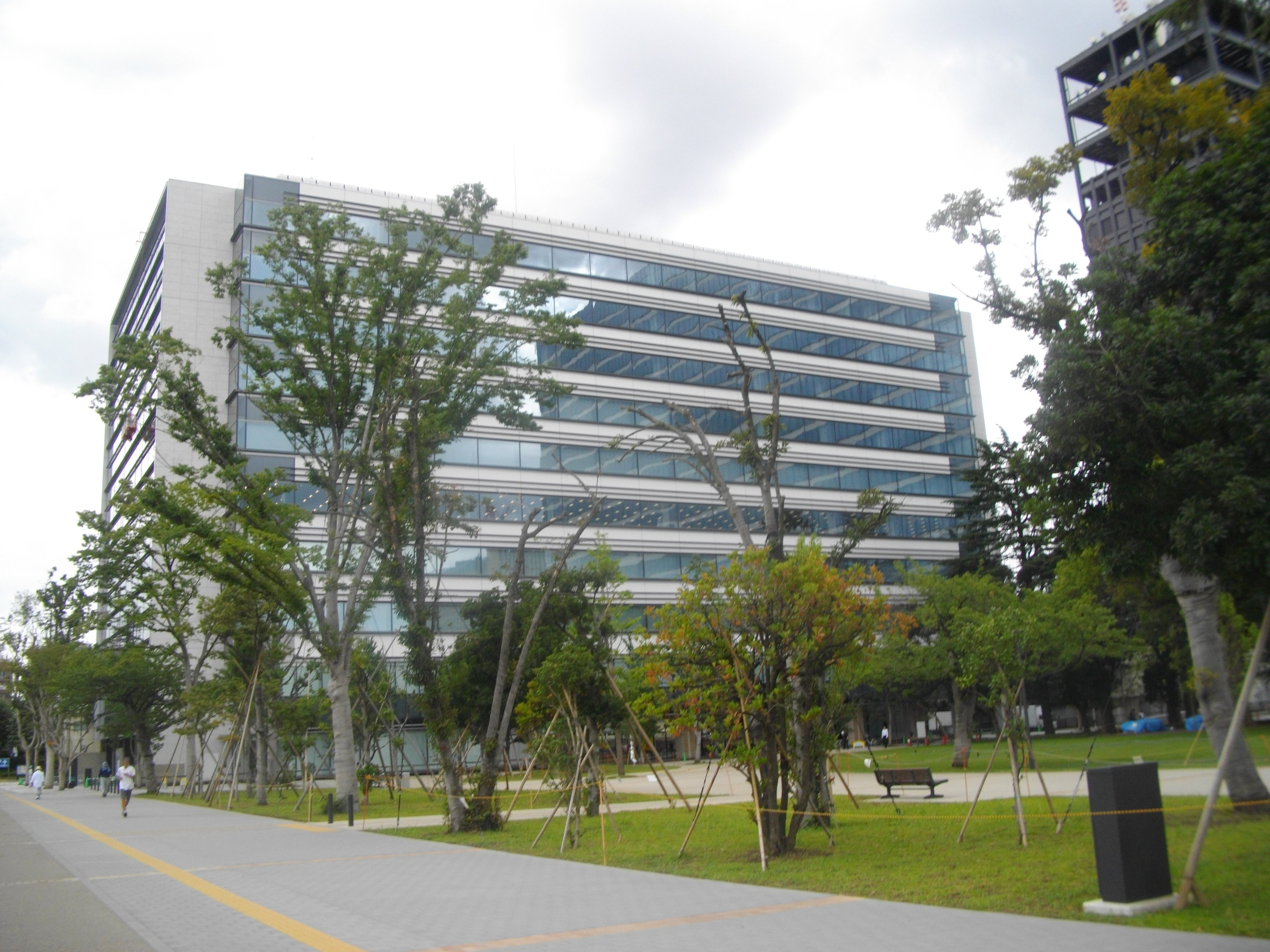
Huvudkontoret i Nakano central park.

Kurita Water Industries Ltd. är ett japanskägt företag som tillverkar vattenreningskemikalier, utrustning samt processbehandlingskemikalier.
Haruo Kurita grundade företaget 1949. Sedan mitten av 1970-talet har Kurita Water Industries etablerat 14 utländska dotterbolag och filialer. Kurita Water Industries finns sedan 2003 med i Nature Stock Index (NAI = Natur-Aktien-Index).

## Affärsområden
- Leverans av vattenbehandlingsutrustning
- Leverans av vattenbehandling- och processkemikalier
- Mark och grundvatten
- Drift och underhåll av vattenbehandlingsutrustning, rengöring, verktygsrengöring, tillverkning och  försäljning av produkter för allmänna hushåll, analyser av vattenkvalitet